# Добеслав Даменцький

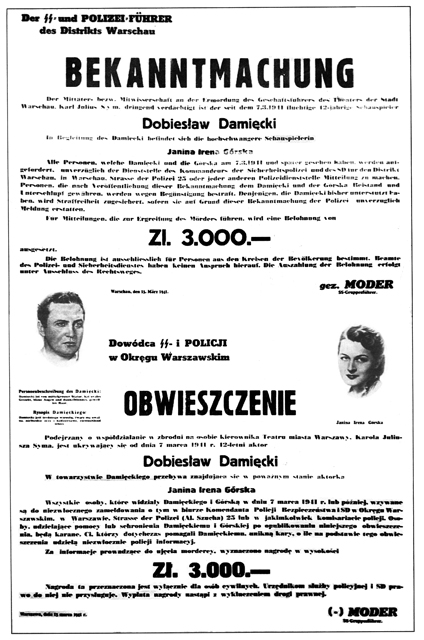
Орден на арешт подружжя Даменцьких, виданий через тиждень після замаху на Іґо Сима.

Добесла́в Даме́нцький (пол. Dobiesław Damięcki; нар. 2 квітня 1899, Карневек, ґміна Покшивниця, Польща — пом. 10 квітня 1951, Варшава, Польща) — польський театральний і кіноактор, театральний режисер. Родоначальник акторської династії: чоловік Ірени Горської-Даменцької, батько Даміана і Мацея, дід Гжегоша, Матеуша і Матильди Даменцьких.

## Біографія
Добесла́в Даме́нцький походив з невеликого шляхетського роду фамільного герба Домброва. У 1917 році він поступив на філософський факультет Варшавського університету. З 1918 по 1920 рік був на фронті, потім продовжив перерване навчання. У 1921 році брав участь у Третьому Сілезькому повстанні, перебуваючи в лавах диверсійних груп «Wawelberg». По поверненню до Варшави був одним з активістів Спілки незалежної соціалістичної молоді.
У 1925 році Добеслав Даменцький почав театральну кар'єру в театрі «Редути» (пол. Reduty). Зіграв багато яскравих ролей на сценах театрів Лодзі, Варшави, Львова. Наприкінці 1930-х років був актором Театру Народови.
Під час окупації Польщі Даменцький брав участь в русі Опору. З 1941 року разом з дружиною Іреною Гоською-Даменцькою був вимушений переховуватися від гестапо, оскільки німці підозрювали, що вони брали участь в ліквідації актора-колаборанта Іґо Сима. Жив під чужим прізвищем Юзефа Бояновського, продовжуючи брати участь в конспіративній роботі.
Після війни Добеслва Даменцький працював актором і режисером у багатьох містах Польщі. З січня 1951 року і до кінця життя грав у варшавському театрі Współczesny. 18 листопада 1948 року в окружному суді Варшави разом з Єжи Тепліцем Даменцький виступав як свідок-експерт у судовому процесі над польськими акторами, які брали участь в антипольському фільмі «Повернення додому» (нім. Heimkehr, 1941).
Помер Добеслав Даменцький 10 квітня 1951 року у Варшаві. Похований на Повонзківському цвинтарі.

## Фільмографія
| Рік  | Українська назва | Оригінальна назва | Роль               |
| ---- | ---------------- | ----------------- | ------------------ |
| 1933 | Історія гріха    | Dzieje grzechu    | Лукаш Нієпольський |
| 1933 | Вирок життя      | Wyrok zycia       | Януш               |
| 1936 | Роза             | Róza              | Дан                |
| 1938 | Професор Вілчур  | Profesor Wilczur  | Юліуш Дембіч       |